# Смітсонівський національний зоопарк
Смітсонівський національний зоологічний парк або Національний зоопарк (англ. Smithsonian National Zoological Park) — один із найстаріших зоопарків США, який розташований у м. Вашингтон і є частиною Смітсонівського інституту.
Заснований в 1889 р. Його місією є бути лідером в догляді за тваринами, зоології, зоологічній освіті та збереженні довкілля.

## Місцерозташування і склад
Зоопарк складається з двох містечок (кампусів). Перший, що називається «Рок Крік Парк» (англ. Rock Creek Park) являє собою міський парк площею 66 гектарів на північному заході Вашингтону, на відстані близько 20 хв. на метро від Національної алеї. Другий — містечко площею 1 тис. 300 гектарів називається Смітсонівський інститут збереження біологічних зразків, [Архівовано 24 червня 2011 у Wayback Machine.] і розташований у місті Фронт Ройял неподалік столиці в штаті Вірджинія. СІЗБЗ закритий для публіки й призначений для навчання спеціалістів з біології та репродукції рідкісних тварин.
Разом дві частини зоопарку вміщують близько 2 тис. тварин 400 видів. Приблизно 1/5 частина з них належать до зникаючих чи рідкісних видів. Більшість тварин утримуються в столичному «Рок Крік Парку», серед яких гігантські панди, азійські слони, птахи, великі мавпи, великі представники родини кошачих, рептилії, амфібії, морські тварини, малі ссавці, комахи тощо. В СІЗБЗ же утримуються представники від 30 до 40 рідкісних, вимираючих видів залежно від необхідності в їхньому особливому догляді та наукових дослідженнях.

## Фінансування
Зоопарк, як частина Смітсонівського інституту, фінансується із федерального бюджету. 

## Умови відвідання
Вхід безкоштовний. Зоопарк відкритий цілий рік за винятком різдвяного дня 25 грудня.

## Програма «Друзі нац. зоопарку»
«Друзі національного зоопарку» (ДНЗ) — програма членства зоопарку, яка із 1958 р. є його партнером і надає йому допомогу у збереженні тварин, а також по всьому світу. Члени ДНЗ натомість отримують право безкоштовного паркування автомобілів на території зоопарку, знижки в магазинах і ресторанах на його території, поряд із отриманням раз на 2 місяці інформаційного видання «Смітсоніан зугоер» (Smithsonian Zoogoer).
Станом на 2011 р. в програмі ДНЗ беруть участь понад 40 тис. чоловік із майже 20 тис. сімей переважним чином із Вашингтона і околиць. Кількість волонтерів сягає 1 тис. осіб. ДНЗ надає гостьове обслуговування, допомогу в освітніх акціях, не рахуючи фінансової підтримки для збереження тварин.